# 杉戸宿
杉戸宿（すぎとじゅく）は、江戸（日本橋）から5番目の奥州街道、日光街道の宿場町である。現在の埼玉県北葛飾郡杉戸町に位置した。

## 概要
江戸時代に整備され、宿場町に設置した。現在の埼玉県北葛飾郡杉戸町中心部に相当する。日光街道の江戸・日本橋から数えて5番目の宿場である。

## 沿革

### 近世以前
古くから利根川（現・古利根川）の渡し場があり、日本武尊が東征を行った際にこの付近に上陸し、そこが杉の木が茂る港（水門）であったことから杉門と名付けられたとする伝説がある。

### 近世
杉戸は「日本六十余州国々切絵図」によると幸手、栗橋、吉川を含み、下総国の国絵図にて描かれている。この地域に残される区域の国郡名によると、寛永11年10月までは下総国猿島郡または葛飾郡と記されるが、同14年7月には武蔵国葛飾郡に編入されていた。
宿場自体は五街道の整備に伴い、宿場は街道に沿って町並みを構成し、町中は新町、下町、中町、上町、河原組、横町に分かれ、それぞれに名主や問屋が置かれ、本陣・脇本陣はいずれも中町に置かれていた。1843年（天保14年）の改めによると、宿の往還は、長さ16町55間、道幅は5間、宿内家数365軒・人口1,663人、本陣1軒・脇本陣2軒、旅籠屋46軒（大4軒・中7軒）であった。

## 物資流通・商業施設
六斎市

1616年（元和2年）に近郊の郷村を集めて成立した。5と10のつく日には六斎市が開かれ、近郷商圏の中心地となっていた。

## 災害

### 安政江戸地震
杉戸宿では、安政2年10月2日安政江戸地震による被害があった。震度は、「VとVIの中間，それもVIに近い方とみられー（中略）ーこの地震では、荒川沿いに震度V以上の所が北にのび熊谷に達している」。『安政二卯年十月、大地震ニ付潰家其外取調書上帳幸手宿村々』 によると、幸手宿周辺の村々の安政江戸地震の被害の記録があり、杉戸宿は家数589軒に対し、潰数0軒、人家土屋物置等潰同様207軒との被害があったという。

## 名所・旧跡等
現在の町並みは、都市化の影響をさほど受けていないためか旧家も比較的良く残り、旧宿場街の面影を感じさせる。

## 交通
隣の宿
- 日光街道、奥州街道

粕壁宿 - 杉戸宿 - 幸手宿

## 参考資料
古文書

- 『安政二卯年十月、大地震ニ付潰家其外取調書上帳幸手宿村々』、京都大学文学部古文書室所蔵。
- 『日光道中宿村大概帳』天保14年（1843年）。

和書

- 宇佐美龍夫「地震災害と地形・地質 2. 安政江戸地震における被害の微細分布: マイクロゾーニングのための一資料として」『土と基礎』第28巻第4号、地盤工学会、1980年、85-89頁。
- 白井哲哉「「日本六十余州国々切絵図」の地域史的考察-下総国絵図を事例に」『駿台史学』第104号、駿台史学会、1998年、117－130頁。